# Salman Mümtas

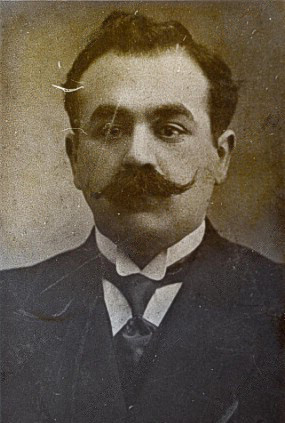
Salman Mümtas (1917)

Salman Mümtas (* 20. Mai 1884 in Schaki; † 6. September 1941 bei Orjol; Pseudonym, mit bürgerlichem Namen Asgerow; aserbaidschanisch Salman Mümtaz) war ein aserbaidschanischer Literaturwissenschaftler und Dichter.

## Leben
Salman Mümtas studierte in Aschgabat und sprach neben Aserbaidschanisch auch Persisch, Arabisch, Russisch, Türkisch und Urdu. Er arbeitete von 1929 bis 1932 als Wissenschaftler am Literaturinstitut der Akademie der Wissenschaften der UdSSR, zuletzt als Leiter der Abteilung der aserbaidschanischen Literatur.
Er arbeitete u. a. an den Veröffentlichungen von Werken von Nasimi, Qovsi Tabrizi, Vagif, Zakir, Mirza Schafi Vazeh et al., und an den historisch-kritischen Ausgaben von Khatai, Fuzūlī et al.
Am 8. Oktober 1937 wurde er im Zuge des Großen Terrors verhaftet und am 6. September 1941 in einem Gefängnis bei Orjol erschossen.